# Уилсон, Джеймс (журналист)
Джеймс Уилсон (англ. James Wilson; 20 февраля 1787 — 17 октября 1850) — американский политик и журналист. Дед 28-го президента США Вудро Вильсона.

## Биография
Уроженец Ольстера, в юношеские годы он эмигрировал в США и поселился в Филадельфии, где устроился на работу печатальщиком в газету «Philadelphia Aurora». Со временем дорос до должности редактора. Продолжил журналистскую карьеру в Стьюбенвилле (штат Огайо), где приобрёл газету «Western Herald», которую переименовал в «Western Herald & Steubenville Gazette». Дважды, в 1816-17 и 1820-22 годах Уилсон был членом Палаты представителей Огайо от округа Джефферсон. В 1837 году он основал «Pennsylvania Advocate», питтсбургскую газету, которой он владел и был редактором в течение года, а затем передал управление своему старшему сыну Уильяму Дуэйну Уилсону. Не будучи юристом, Уилсон тем не менее проработал несколько лет помощником судьи в суде общей юрисдикции округа Джефферсон. Умер 17 октября 1850 года в Стьюбенвилле от холеры.
В 1933 году Уилсон был выбран в журналистский зал славы Огайо.

## Личная жизнь
В 1808 году в Филадельфии женился на Энн Адамс. У них родилось семеро сыновей и трое дочерей. Младший сын — Джозеф Рагглз Вильсон был отцом президента Вудро Вильсона.